# Spring Lake (Florida)
Spring Lake és una concentració de població designada pel cens dels Estats Units a l'estat de Florida. Segons el cens del 2000 tenia 327 habitants.

## Demografia
Segons el cens del 2000, Spring Lake tenia 327 habitants, 126 habitatges, i 96 famílies. La densitat de població era de 37,5 habitants/km².
Dels 126 habitatges en un 33,3% hi vivien nens de menys de 18 anys, en un 69% hi vivien parelles casades, en un 7,1% dones solteres, i en un 23,8% no eren unitats familiars. En el 19% dels habitatges hi vivien persones soles el 7,9% de les quals corresponia a persones de 65 anys o més que vivien soles. El nombre mitjà de persones vivint en cada habitatge era de 2,57 i el nombre mitjà de persones que vivien en cada família era de 2,97.
Per edats la població es repartia de la següent manera: un 23,2% tenia menys de 18 anys, un 3,7% entre 18 i 24, un 29,1% entre 25 i 44, un 31,8% de 45 a 60 i un 12,2% 65 anys o més.
L'edat mediana era de 41 anys. Per cada 100 dones de 18 o més anys hi havia 90,2 homes.
La renda mediana per habitatge era de 41.250 $ i la renda mediana per família de 58.516 $. Els homes tenien una renda mediana de 36.964 $ mentre que les dones 22.143 $. La renda per capita de la població era de 18.129 $. Cap de les famílies i el 3,4% de la població estaven per davall del llindar de pobresa.

## Poblacions més properes
El següent diagrama mostra les poblacions més properes.